# Libanonsko-sirijska granica
Granica između Libanona i Sirije duga je 394 km, a proteže se od mediteranske obale na sjeveru do tromeđe s Izraelom na jugu.

## Opis
Granica počinje na ušću rijeke Nahr al-Kabir u Sredozemno more, a zatim prati ovu rijeku prema istoku. Libanonska granica zatim čini izbočinu koje obuhvaća sela Karha i Knaisse Akkar na sjeveroistoku okruga Akkar, zapadno od sirijskog jezera Homs. Zatim skreće prema jugoistoku nizom nepravilnih linija, presijecajući pritom Oront (na 34°27′18″N 36°29′24″E / 34.455°N 36.490°E ) i cestu preko doline Beqaa između naselja Qaa i Al-Qusayr (na 34°25′18″N 36°32′36″E / 34.4217°N 36.5433°E), te stiže do gorja Antilibanon oko 34°13′N 36°36′E / 34.22°N 36.60°E. Granica tada skreće prema jugozapadu, ugrubo slijedeći Antilibanon nizom nepravilnih linija do planine Hermon.
Točno mjesto libanonsko-izraelsko-sirijske tromeđe je sporno zbog izraelske okupacije Golanske visoravni proizašle iz Šestodnevnog rata 1967. godine. De jure tromeđa se nalazi na rijeci Hasbani, pritoci rijeke Jordan, na 33°14′32″N 35°37′28″E / 33.2422°N 35.6244°E, sjeveroistočno od izraelskog grada Ma'ayan Baruch. De facto tromeđa se nalaze na tromeđi s Zonom UNDOF. Situaciju dodatno komplicira spor oko područja farmi Shebaa na granici Golan-Libanon.

## Povijest
Početkom 20. stoljeća današnji Libanon i Sirija pripadali su Osmanskom Carstvu, a poluautonomni Mutasarifat Mount Libanon. Tijekom Prvog svjetskog rata arapskim ustankom, podržanim od Britanije, uspjelo se ukloniti Osmanlije s većeg dijela Bliskog istoka. Međutim, kao rezultat tajnog Anglo-francuskog sporazuma Sykes-Picot iz 1916. godine, Britanija i Francuska podijelile su osmanska područja, a Sirija i Libanon potpali su pod francuski mandat.
Godine 1920. Francuska je podijelila svoj mandat na nekoliko političkih subjekata, od kojih je jedan, prošireni Mutasarifat Mount Libanon, nazvan "Veliki Libanon", uspostavljen uglavnom kako bi stvorila domovina općenito profrancuskim maronitskim kršćanima. Proces preciznog ocrtavanja granice nije jasan, iako se čini da se temeljio na karti koja je potjecala iz francuske ekspedicije 1860-ih u regiju koju je vodio libanonski nacionalist Bulus Nujaym. Mnogi su se sirijski nacionalisti protivili novom entitetu, smatrajući Libanon sastavnim dijelom Velike Sirije. Preostale sirijske države na kraju su se 1930-ih spojile u jednu sirijsku državu, bez Libanona (i bez Hataya, koji je postao dio nove Republike Turske). I Libanon i Sirija stekli su potpunu neovisnost u razdoblju 1943. – 46.
Odnosi između dvije nove države često su bili napeti, a precizna granica nikada nije službeno utvrđena s bilo kakvom preciznošću, unatoč libanonskim zahtjevima da se to napravi i nekim preliminarnim provedbama 1950-ih i 1960-ih. Mnogi Libanonci su se bojali da će ih njihov veći susjed aneksirati. Godine 1975. dugogodišnje sektaške napetosti unutar Libanona eskalirale su u građanski rat, a Sirija je sljedeće godine okupirala državu. Sirijske trupe ostale su u Libanonu sve do 2005.
Od 2011. granično područje ozbiljno je pogođeno prelijevanjem iz Sirijskog građanskog rata.

## Granični prijelazi
- Granični prijelaz Arida[15]
- Granični prijelaz Jusiyah al-Amar - Qaa[15]
- Granični prijelaz Masnaa, na cesti između Damaska i Bejruta[15]
- Granični prijelaz Dabousieh
- Granični prijelaz Talkalakh
- Granični prijelaz Zemrani
- Granični prijelaz Hamra